# Casa de las Américas

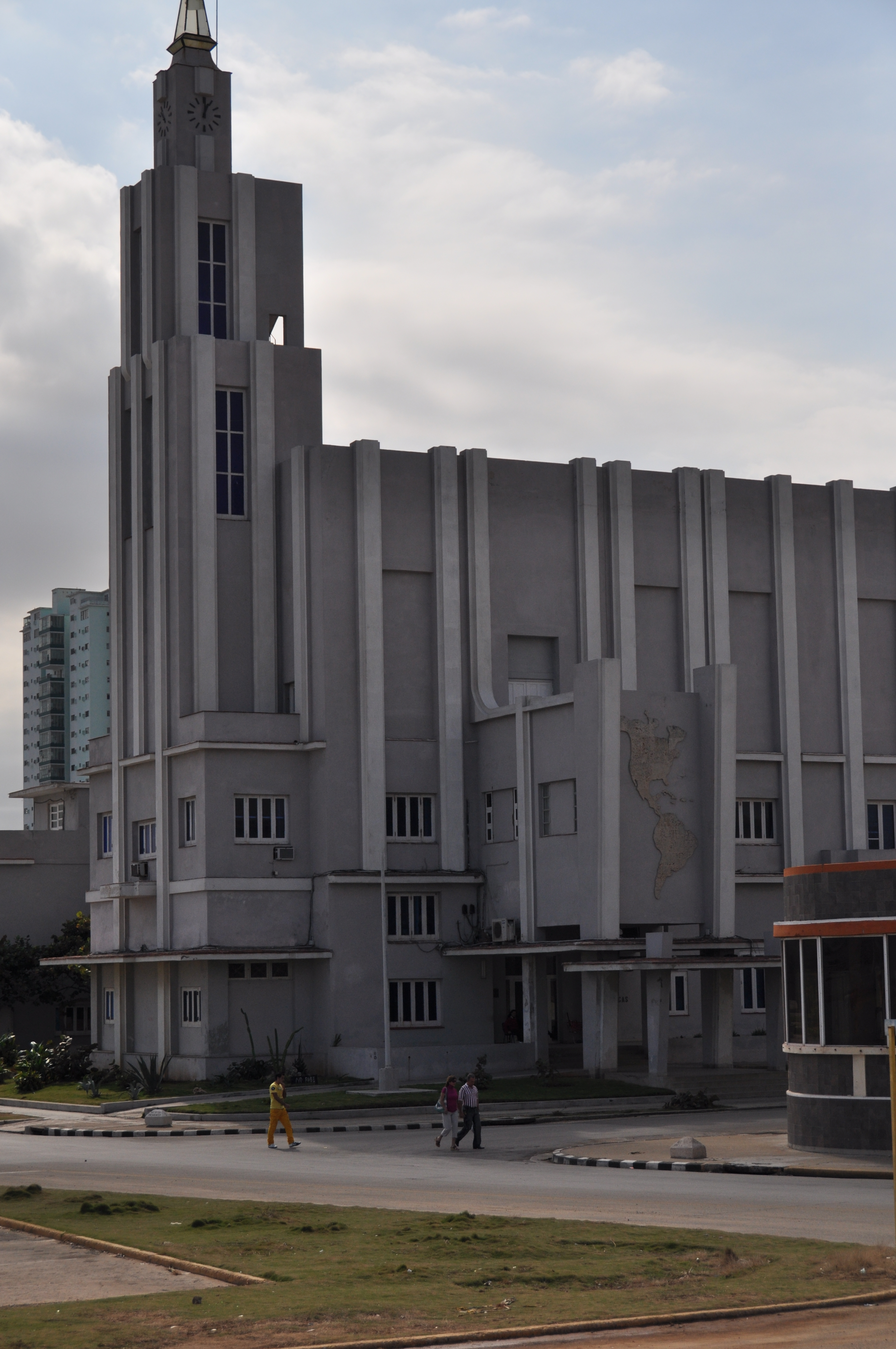
L'edificio centrale della Casa de las Américas in El Vedado, L'Avana.

La Casa de las Américas è un istituto culturale fondato a L'Avana il 28 aprile 1959, dipendente dal Ministero della Cultura.
Il suo principale obiettivo è quello di sviluppare ed ampliare le relazioni culturali fra i Paesi dell'America Latina e dei Caraibi e fra Cuba e il resto delle Americhe, attraverso la produzione e la ricerca culturale.

## Presidenti
- 1959-1980 - Haydée Santamaría
- 1980-1986 - Mariano Rodríguez
- 1986-oggi - Roberto Fernández Retamar